# I Need a Dollar
Singles de Aloe Blacc
Get Down
(2006) Loving You Is Killing Me (en)
(2011)
Clip vidéo
[vidéo] « Aloe Blacc - I Need A Dollar (Official Video) », sur YouTube
I Need a Dollar est une chanson du chanteur américain Aloe Blacc, parue sur son deuxième album Good Things. Elle est écrite par Blacc, Leon Michels, Nick Movshon et Jeff Dynamite. Elle est sortie le 16 mars 2010 en tant que premier single de l'album.
La chanson est le générique de la série How to Make It in America et a été présentée comme le single iTunes de la semaine . Elle figure également dans le jeu vidéo Fight Night Champion. Aloe Blacc a interprété la chanson en public chez Later... with Jools Holland, The Graham Norton Show, Late Night with Jimmy Fallon et Conan.

## Liste de titres
| A1. | I Need a Dollar                | 4:06 |
| A2. | I Need a Dollar (Instrumental) | 4:06 |
| B1. | Take Me Back                   | 3:47 |
| B2. | Take Me Back (Instrumental)    | 3:47 |

| 1. | I Need a Dollar | 3:35 |
| 2. | Take Me Back    | 3:45 |

| 1. | I Need a Dollar                                 | 4:04 |
| 2. | I Need a Dollar (M. Arfmann & Chassy Wezar RMX) | 3:27 |

## Crédits
Crédits provenant de Discogs.
- Aloe Blacc – voix, écriture
- Leon Michels – écriture, arrangements des cuivres, production
- Jeff Dynamite – écriture, production
- Nick Movshon – écriture

## Classements et certifications
| Classement (2010–13)                       | Meilleure position |
| ------------------------------------------ | ------------------ |
| Allemagne (GfK Entertainment)              | 4                  |
| Australie (ARIA)                           | 11                 |
| Autriche (Ö3 Austria Top 40)               | 5                  |
| Belgique (Flandre Ultratop 50 Singles)     | 1                  |
| Belgique (Flandre Ultratop 50 Airplay)     | 1                  |
| Belgique (Wallonie Ultratop 50 Singles)    | 4                  |
| Belgique (Wallonie Ultratop 50 Airplay)    | 1                  |
| Danemark (Tracklisten)                     | 35                 |
| Écosse (OCC)                               | 2                  |
| États-Unis (Hot R&B/Hip-Hop Singles Sales) | 3                  |
| Europe (Hot 100)                           | 16                 |
| Europe (Euro Digital Songs)                | 7                  |
| France (SNEP)                              | 52                 |
| Hongrie (Rádiós Top 40)                    | 18                 |
| Irlande (IRMA)                             | 2                  |
| Israël (Media Forest)                      | 1                  |
| Italie (FIMI)                              | 16                 |
| Mexique (Inglés Airplay)                   | 27                 |
| Nouvelle-Zélande (RMNZ)                    | 20                 |
| Pays-Bas (Single Top 100)                  | 53                 |
| Royaume-Uni (UK Singles Chart)             | 2                  |
| Royaume-Uni (UK R&B Chart)                 | 1                  |
| Suisse (Schweizer Hitparade)               | 5                  |
| Tchéquie (IFPI Rádio)                      | 8                  |

| Classement (2010)               | Position |
| ------------------------------- | -------- |
| Allemagne (GfK Entertainment)   | 86       |
| Belgique (Flandre Ultratop 50)  | 18       |
| Belgique (Wallonie Ultratop 50) | 55       |
| France (SNEP)                   | 86       |
| Suisse (Schweizer Hitparade)    | 55       |

| Classement (2011)              | Position |
| ------------------------------ | -------- |
| Australie (ARIA)               | 64       |
| Irlande (Irish Singles Chart)  | 20       |
| Suisse (Schweizer Hitparade)   | 61       |
| Royaume-Uni (UK Singles Chart) | 18       |

| Classement (1954-2014)           | Position |
| -------------------------------- | -------- |
| Belgique (Flandre Ultratop 1001) | 974      |

### Certifications
| Pays | Certification | Ventes certifiées |
| --- | ------------- | ----------------- |
| Allemagne (BVMI) | Platine       | 200 000^          |
| Australie (ARIA) | 2 × Platine   | 140 000^          |
| Autriche (IFPI Autriche) | Or            | 7 500*            |
| Belgique (BEA) | Or            | 15 000*           |
| Canada (Music Canada) | Or            | 40 000^           |
| Danemark (IFPI Danemark) | Or            | 10 000^           |
| Italie (FIMI) | Or            | 15 000*           |
| Nouvelle-Zélande (RMNZ) | Or            | 7 500*            |
| Royaume-Uni (BPI) | Platine       | 695 210           |
| Suisse (IFPI) | Platine       | 20 000*           |
| *Ventes selon la certification ^Mise en rayon selon la certification xNon précisé par la certification ‡ventes/streaming selon la certification |               |                   |